# Halls Creek Shire
Koordinaten: 18° 13′ S, 127° 40′ O

Das Shire of Halls Creek ist ein lokales Verwaltungsgebiet (LGA) im australischen Bundesstaat Western Australia. Das Gebiet ist 143.030 km² groß und hat etwa 3250 Einwohner (2016).
Halls Creek liegt an der Nordostgrenze des Staates zum Northern Territory etwa 2000 Kilometer nordöstlich der Hauptstadt Perth an der Grenze zum Northern Territory. Der Sitz des Shire Councils befindet sich in der Ortschaft Halls Creek am Great Northern Highway, wo etwa 1500 Einwohner leben (2016).

## Verwaltung
Der Halls Creek Council hat sieben Mitglieder. Sie werden von allen Bewohnern des Shires gewählt. Halls Creek ist nicht in Bezirke unterteilt.